# Jaap Eden Trofee 1991
21 Jaap Eden Trofee 1991 was een schaatsmarathon. Het is de eenentwintigste editie van de Jaap Eden Trofee die werd gehouden op zaterdag 26 oktober 1991 en plaatsvond op de Jaap Edenbaan in Amsterdam. De winnaar van de eenentwintigste editie was bij de mannen Frans de Ronde, het zilver was voor Hans Pieterse en het brons voor Andries Kasper. De winnaar van de zevende editie bij de vrouwen Manuela Ossendrijver, het zilver was voor Alida Pasveer en het brons voor Boukje Keulen.

## Podia
| Klasse              | Eerste               | Tweede        | Derde          |
| ------------------- | -------------------- | ------------- | -------------- |
| Top-divisie mannen  | Frans de Ronde       | Hans Pieterse | Andries Kasper |
| Top-divisie vrouwen | Manuela Ossendrijver | Alida Pasveer | Boukje Keulen  |

## Uitslag Top-divisie mannen[1]
| #      | Rijder                       | Nationaliteit | Ploeg | Ronde |
| ------ | ---------------------------- | ------------- | ----- | ----- |
| Goud   | Frans de Ronde               | Nederland     |       |       |
| Zilver | Hans Pieterse                | Nederland     |       |       |
| Brons  | Andries Kasper               | Nederland     |       |       |
| 4      | Arnold Stam                  | Nederland     |       |       |
| 5      | Helge Jasch                  | Duitsland     |       |       |
| 6      | Arjan Schreuder              | Nederland     |       |       |
| 7      | Edward Hagen                 | Nederland     |       |       |
| 8      | Arend Veenhof                | Nederland     |       |       |
| 9      | Piet de Boer                 | Nederland     |       |       |
| 10     | Jan Eise Kromkamp            | Nederland     |       |       |
| 11     | Albert Bakker                | Nederland     |       |       |
| 12     | Herbert Dijkstra             | Nederland     |       |       |
| 13     | Henk van Benthem             | Nederland     |       |       |
| 14     | Jos Pronk                    | Nederland     |       |       |
| 15     | Fausto de Oliveira Marreiros | Nederland     |       |       |
| 16     | Erik van den Boogert         | Nederland     |       |       |
| 17     | Thomas Bos                   | Nederland     |       |       |
| 18     | Marcel Kooy                  | Nederland     |       |       |
| 19     | René Ruitenberg              | Nederland     |       |       |
| 20     | Lammert Huitema              | Nederland     |       |       |

## Uitslag Top-divisie vrouwen[2]
| #      | Rijder               | Nationaliteit | Ploeg | Ronde |
| ------ | -------------------- | ------------- | ----- | ----- |
| Goud   | Manuela Ossendrijver | Nederland     |       |       |
| Zilver | Alida Pasveer        | Nederland     |       |       |
| Brons  | Boukje Keulen        | Nederland     |       |       |
| 4      | Klasina Seinstra     | Nederland     |       |       |
| 5      | Harriët Berkhoff     | Nederland     |       |       |
| 6      | Lenie Dijkstra       | Nederland     |       |       |

1971 · 
1972 · 
1973 ·
1974 · 
1975 · 
1976 · 
1977 · 
1978 · 
1979 · 
1980 · 
1981 · 
1982 · 
1983 · 
1984 · 
1985 · 
1986 · 
1987 · 
1988 · 
1989 · 
1990 · 
1991 · 
1992 · 
1993 · 
1994 · 
1995 · 
1996 · 
1997 · 
1998 · 
1999 · 
2000 · 
2001 · 
2002 · 
2003 · 
2004 · 
2005 · 
2006 · 
2007 · 
2008 · 
2009 · 
2010 · 
2011 · 
2012 · 
2013 · 
2014 · 
2015 · 
2016 · 
2017 · 
2018 · 
2019 · 
2020 ·  
2021 · 
2022 · 
2023 · 
2024